# Caracener
Caracener var ett italiskt folk som talade oskiska. De var en av de fyra samnitiska folken. Enligt Ptolemaios bebodde de norra Samnium, det vill säga området som gränsade mot pelignerna och frentanerna, lukanerna och pentrerna. I synnerhet tros övre delen av dalen Sagrus, dagens Sangro, vara deras kärnområde. Deras största, och kanske enda, stad var Aufidena, som idag kallas Castel di Sangro. 
Eftersom romerska källor inte skiljer mellan de olika samnitiska stammarna under samniterkrigen och Bundsförvantskriget 91 - 88 f.Kr. är det svårt att få en uppfattning om vilken roll caracenerna spelade i dessa. Det område som caracenerna bebodde tros ha blivit ockuperat av romarna ungefär 310 f.Kr. (det vill säga under andra samniterkriget) och caracenterna romaniserades förmodligen.